# Mentor de Rodas
Mentor de Rodas (hacia el 385 a. C.-340 a. C.) fue un mercenario griego al servicio,  primero del sátrapa persa de la Frigia Helespóntica Artabazo II, y después del rey Artajerjes III.

## Contexto histórico
La carrera del rodio Mentor como jefe mercenario empezó cuando tenía 27 años. En el 358 a. C. sirvió al sátrapa persa de la Frigia Helespóntica, Artabazo II. Por razones desconocidas, Artabazo se rebeló contra su rey, el aqueménida Artajerjes III. Mentor y su hermano Memnón estaban al frente del ejército rebelde. A modo de alianza, Artabazo tomó por esposa a la hermana de los rodios, y Mentor, a su vez, se casó con la hija de Artabazo, Barsine. Este matrimonio no se consumó aún, ya que Barsine era todavía muy joven. Los dos rodios recibieron también tierras cerca de la antigua Troya.

## Al servicio de Artabazo
A pesar de que Mentor y Memnón eran militares muy hábiles y que fueron ayudados por un contingente tebano, fueron incapaces de repeler al ejército persa enviado para la ocasión por Artajerjes en los primeros meses del 354 a. C. Artabazo y su familia huyeron a la corte del macedonio Filipo II, donde el rey les invitó a quedarse tanto tiempo como desearan. Memnón se exilió con ellos pero Mentor prefirió marchar a Egipto que por aquellos tiempos era independiente. El faraón Nectanebo II, quien temía una futura invasión persa, se alegró de tener con él a un mercenario tan experimentado y que además conocía la forma persa de guerrear.

## Contra los persas primero
Hacia el 350 a. C. Mentor fue enviado a Sidón con 4.000 mercenarios griegos a apoyar al rey local Tabnit II (Tennes) quien se había rebelado contra su señor persa. Tabnit y Mentor derrotaron a los sátrapas Mazaeo y Belysis de Cilicia y Siria, pero sabían muy bien que no tendrían ninguna oportunidad contra el ejército del mismo rey. Cuando este apareció en el 346 a. C. Mentor y Tabnit traicionaron a la ciudad. Sin embargo, Tabnit fue ejecutado por los persas y los desesperados habitantes de Sidón prendieron fuego a su propia ciudad.

## Con los persas después
Artajerjes perdonó a Mentor quien pasó a su servicio en el ejército real. En noviembre del 343 a. C. Artajerjes atacó y reocupó Egipto, ofreciendo Mentor en esa campaña contra su antiguo aliado servicios de gran valor. En ese momento, Mentor se alineó con el influyente eunuco y visir Bagoas quien también había sido un personaje destacado en la campaña egipcia. Juntos convencieron al rey de que sus servicios tenían un gran valor para el imperio, y en recompensa, se les asignó nuevos destinos importantes, Bagoas en las satrapías del este, y Mentor en el oeste, donde llegó en el 342 a. C.
Artajerjes también permitió el regreso de Artabazo y los suyos como gesto hacia Mentor, el cual pudo reencontrarse finalmente con su esposa, ya convertida en mujer. Artabazo había estado viviendo con los macedonios durante 12 años y pudo ofrecer al rey información valiosísima acerca de los planes de invasión de Filipo II, la cual tenía que ponerse en marcha tan pronto hubiera sometido a las ciudades griegas.
Mentor no pudo disfrutar su nueva posición por mucho tiempo. Su única acción conocida es contra Hermias, el tirano de las ciudades griegas de Atarneo y Asos (Hermias fue el anfitrión del famoso filósofo Aristóteles, al cual casó con su prima (¿) Pitias). Hermias no había escondido su simpatía por los macedonios por lo que Mentor lo hizo arrestar. 
Es posible que posteriormente Mentor tuviera algo que ver con el derrocamiento que sufrió Ada de Caria a manos de su hermano Pixodaro.
Finalmente, el comandante supremo de las fuerzas persas en el oeste falleció en el 340 a. C.
Mentor y Barsine tuvieron una hija que se casó con Nearco, almirante de Alejandro Magno.